# Arycanda credibilis
Arycanda credibilis är en fjärilsart som beskrevs av Louis Beethoven Prout. Arycanda credibilis ingår i släktet Arycanda och familjen mätare. Inga underarter finns listade i Catalogue of Life.